# El'ninskij rajon
Il El'ninskij rajon (in russo Ельнинский район?) è un rajon dell'Oblast' di Smolensk, nella Russia europea; il capoluogo è El'nja. Istituito nel 1929, ricopre una superficie di 1.808,15 chilometri quadrati e nel 2010 ospitava una popolazione di circa 15.000 abitanti.